# Lucrecia Martel
Lucrecia Martel (Salta, 14 dicembre 1966) è una regista cinematografica e sceneggiatrice argentina.

## Biografia
Compiuti gli studi all'Avellaneda Experimental e alla National Experimentation Filmmaking School a Buenos Aires, tra il 1988 ed il 1994 dirige svariati cortometraggi. Nel 2001 esce il suo primo lungometraggio intitolato La ciénaga che riceve diversi riconoscimenti a livello internazionale. La niña santa è stato presentato in concorso al 57º Festival di Cannes nel 2004, mentre La mujer sin cabeza è stato selezionato per lo stesso concorso nell'edizione del 2008.
Nel 2006 è stata membro della giuria al Festival di Cannes. Nel 2019 presiede la giuria del concorso principale della 76ª Mostra internazionale d'arte cinematografica di Venezia. La giuria di qualità ha respinto la richiesta di introdurre per due anni una quota rosa del 50% per i registi ammessi alla rassegna.

## Filmografia
- El 56 (1988)
- Piso 24 (1989)
- Besos rojos (1991)
- Rey Muerto (1995)
- La ciénaga (2001)
- La niña santa (2004)
- La mujer sin cabeza (2008)
- El aula vacía – segmento Argentina (2010)
- Zama (2017)

## Riconoscimenti
- Premio Robert Bresson - 2019